# ひまわり (少女雑誌)
ひまわりは日本の少女雑誌。
中原淳一が設立したヒマワリ社(のちに「ひまわり社」に改名) が1947年（昭和22年）に創刊。昭和22年1月号から1952年（昭和27年）12月号まで、全67冊。
1984年（昭和59年）に国書刊行会から復刻版が出版された。

## 創刊秘話
中原淳一が『それいゆ』を創刊後に、友人の杉浦幸雄から「婦人相手の雑誌を出版するならば、なぜ少女雑誌を出版しないのか」と問われたために、『それいゆ』の願う女性像のために、十代の少女が読むべき雑誌が必要だという考えに基づいて創刊された。

## 連載・掲載作品
- 川端康成 - 『歌劇学校』（1949年（昭和24年）6月号から1950年（昭和25年）7月号、中原淳一・画）、『万葉姉妹』（1951年（昭和26年）1月号から12月号、玉井徳太郎・画）、『花と小鈴』
- 松田瓊子 - 『人形の歌』（松本かつぢ・画）
- 大田洋子 - 『ホテル白孔雀』（高井貞二・画）
- 内村直也 - 『あざみの抗議』（高井貞二・画）
- 南川潤 - 『窓ひらく季節』（田代光・画）
- 北畠八穂 - 『ささやかな滴も』（中原淳一・画）
- 川上喜久子 - 『虹を描く少女』（高井貞二・画）
- バーネット - 『秘密の花園』（村岡花子・訳、蕗谷虹児・画）
- みだしなみせくしょん
- 名作ダイジェスト

## 口絵・挿絵等
中原淳一、初山滋、蕗谷虹児、杉浦幸雄、松本かつぢ、高井貞二、岩田専太郎、鈴木悦郎、玉井徳太郎、高畠華宵、長沢節、岡部冬彦